# 宣威市
宣威市（せんいし）は、中華人民共和国雲南省曲靖市に位置する県級市。宣威ハムの産地として知られる。

## 歴史
宜威に初めて行政区が設置されたのは前135年、漢武帝により設置された郁鄔県である。清代の1726年（雍正5年）に宜威と改称され沿襲されている。1994年に県級市に昇格し現在に至る。

## 行政区
- 街道:宛水街道、豊華街道、西寧街道、双竜街道、鳳凰街道、虹橋街道、板橋街道、来賓街道
- 鎮:落水鎮、熱水鎮、務徳鎮、竜潭鎮、東山鎮、羊場鎮、海岱鎮、田壩鎮、倘塘鎮、竜場鎮、格宜鎮、宝山鎮
- 郷:西沢郷、得禄郷、楊柳郷、楽豊郷、双河郷、普立郷、文興郷、阿都郷

## 交通

### 鉄道
- 中国鉄路総公司
  - 滬昆線

（昆明方面）- 竜津溝駅 - 馬房駅 - 宣威駅 - 鳳凰山駅 - 且午駅 - 背開柱駅 -（貴陽方面）

### 道路
- 高速道路
  - 杭瑞高速道路
  - S16 沾会高速道路
- 国道
  - G326国道